# Équipe de Belgique féminine de rugby à sept
L'équipe de Belgique féminine de rugby à sept est l'équipe qui représente la Belgique dans les principales compétitions internationales de rugby à sept.

## Historique
En 2003, en vue de participer au Championnat d'Europe de rugby à sept de Lunel en France, Stijn Van Hauwermeiren crée l'équipe féminine nationale de rugby à sept. La Belgique termine troisième de sa poule, dans laquelle se trouvaient l'Espagne, la République tchèque, la Suisse et la Norvège, et perd 14 à 0 le match de classement pour la 6e place contre le Portugal.
À partir de 2007, l'équipe féminine à sept se hisse en Division A, juste en dessous du meilleur niveau européen représenté par l'Angleterre, la France, l'Allemagne, les Pays-Bas et la Russie.
En 2010, un programme ambitieux est lancé car le rugby à sept féminin pouvait devenir discipline olympique. La même année, en Championnat d'Europe, l'équipe nationale remporte la victoire contre la Roumanie, pays hôte, et se classe troisième. Après une restructuration l'équipe est dotée d'un entraîneur physique, d'un nutritionniste, d'un psychologue et de deux entraîneurs spécialisés. 
L'équipe obtient, en 2012, la médaille de bronze du Championnat d'Europe de Division A à Gand.
En 2013, elle gagne le Championnat d'Europe de Division A et accède aux Women Grand Prix Series.
L'équipe se classe onzième et redescend en Division A en 2014.
En 2015, l'équipe gagne, une seconde fois, le Championnat d'Europe de Division A et accède à nouveau aux Women Grand Prix Series. 
L'équipe prend la 8e place des Women Grand Prix Series en 2016 et se maintient, donc, pour la première fois dans l'élite européenne féminine du rugby à sept. C'est aussi l'année de la première participation au tournoi qualificatif d'Hong Kong pour les Sevens World Series, où elles échouent en demi-finale contre l'Afrique du Sud.
2017 voit les lionnes finir à la 7e place des Women Grand Prix Series et se qualifier à nouveau pour le tournoi qualificatif d'Hong Kong.